# Alvydas Duonėla
Alvydas Duonėla (Skuodas, 27 de junio de 1976) es un deportista lituano que compitió en piragüismo en la modalidad de aguas tranquilas. Ganó siete medallas en el Campeonato Mundial de Piragüismo entre los años 2001 y 2005, y siete medallas en el Campeonato Europeo de Piragüismo entre los años 2000 y 2008.

## Palmarés internacional
| Campeonato Mundial | Campeonato Mundial           | Campeonato Mundial | Campeonato Mundial |
| Año                | Lugar                        | Medalla            | Competición        |
| ------------------ | ---------------------------- | ------------------ | ------------------ |
| 2001               | Poznań (Polonia)             | Medalla de oro     | K2 200 m           |
| 2001               | Poznań (Polonia)             | Medalla de plata   | K2 500 m           |
| 2002               | Sevilla (España)             | Medalla de oro     | K2 200 m           |
| 2003               | Gainesville (Estados Unidos) | Medalla de oro     | K2 200 m           |
| 2003               | Gainesville (Estados Unidos) | Medalla de bronce  | K2 500 m           |
| 2005               | Zagreb (Croacia)             | Medalla de plata   | K2 200 m           |
| 2005               | Zagreb (Croacia)             | Medalla de bronce  | K2 500 m           |
| Campeonato Europeo |                              |                    |                    |
| Año                | Lugar                        | Medalla            | Competición        |
| 2000               | Poznań (Polonia)             | Medalla de oro     | K1 200 m           |
| 2004               | Poznań (Polonia)             | Medalla de oro     | K2 200 m           |
| 2004               | Poznań (Polonia)             | Medalla de plata   | K1 200 m           |
| 2004               | Poznań (Polonia)             | Medalla de plata   | K2 500 m           |
| 2006               | Račice (República Checa)     | Medalla de plata   | K2 200 m           |
| 2008               | Milán (Italia)               | Medalla de plata   | K2 200 m           |
| 2008               | Milán (Italia)               | Medalla de bronce  | K2 500 m           |